# Calamphoreus inflatus
Calamphoreus inflatus är en flenörtsväxtart som först beskrevs av Charles Austin Gardner, och fick sitt nu gällande namn av Chinnock. Calamphoreus inflatus ingår i släktet Calamphoreus och familjen flenörtsväxter. Inga underarter finns listade i Catalogue of Life.